# N661 (België)
De N661 is een gewestweg in de Belgische provincie Luik. De weg ligt ten zuidwesten van de stad Luik en takt af van de N90 in Troque/Seraing. De route heeft een lengte van ongeveer 2,5 kilometer.

## Plaatsen langs de N661
- Troque
- Val-Saint-Lambert
- Seraing